# Фромм, Юлиус
Юлиус Фромм (нем. Julius Fromm, 1883—1945) — немецкий предприниматель польско-еврейского происхождения, химик и изобретатель способа изготовления презервативов из резины.

## Биография
Родился в Конине (в то время — территория Российской империи, в настоящее время — Великопольское воеводство, Польша) в еврейской семье. Когда Юлиусу было десять лет, его семья переехала в Берлин. Родители Юлиуса умерли молодыми, и он с 15-летнего возраста был вынужден заботиться о себе и своих шести братьях и сестрах. Посещая вечернюю школу, он уделял большое внимание химии.
После первой мировой войны Германия пережила быструю либерализацию сексуальных отношений, что повлекло широкое распространение венерических заболеваний. В это время большинство презервативов изготавливалось из «кожи»: химически обработанных кишок или мочевого пузыря животных. Производились также и резиновые презервативы, но технология их производства была несовершенной: листы резины обвертывались вокруг формы и окунались в раствор для вулканизации. В 1912 году Фромм изобрел новую технологию изготовления презервативов, суть которой сводилась к тому, что вместо твёрдой резины использовалась жидкая смесь резины с бензином или бензолом, что позволяло производить презервативы бесшовными и более тонкими. Фромм запатентовал своё изобретение в 1916 году, а с 1922 года началось их массовое производство. Новый вид презервативов, получивший неофициальное название Fromms Act, быстро завоевал популярность в Европе, слово Fromms в Германии стало синонимом презерватива, Фромм вскоре создал сеть предприятий по производству презервативов в Дании, Великобритании, Польше и Нидерландах. В 1920 году Фромм получил гражданство Германии. В 1928 году компанией Фромма были установлены первые кондоматы, но министерство внутренних дел Германии допускало их только для рекламы гигиенических преимуществ презервативов, поскольку опасалось снижения рождаемости.
После прихода к власти нацистов в 1933 году был принят закон, разрешающий продажу презервативов только в простой коричневой бумаге и только в аптеках. Несмотря на эти ограничения, к началу второй мировой войны немцы использовали 72 млн презервативов в год. По мере развертывания гонений на евреев, в 1938 году, Фромм вынужден был продать свои заводы по производству презервативов баронессе Элизабет фон Эпенштайн, крёстной матери Германа Геринга за 116 тысяч рейхсмарок — ничтожную часть их реальной стоимости. Годом позже Фромм эмигрировал в Лондон, где и умер 12 мая 1945 года. Имущество Фромма, включая рояль и личную библиотеку, которое стоило в современных ценах порядка 30 миллионов евро, было продано с аукциона 17 мая 1943 года за 2255 рейхсмарок.
Завод Фромма в Кёпенике был почти полностью разрушен авиацией союзников, а после занятия Берлина советскими войсками уцелевшее оборудование завода было вывезено в Советский Союз. Другой завод Фромма, в Фридрихсхагене продолжал выпускать презервативы, особенно для нужд Красной Армии. После войны компания Фромма была национализирована правительством ГДР, и реорганизована в VEB «Plastina», а марка презервативов была переименована в «Mondos».

Торговая марка продукции Фромма

В Западной Германии Герберт Фромм, сын Юлиуса Фромма, предпринял усилия по восстановлению прав на торговую марку отца, для чего был вынужден заплатить 174 тысячи марок Отто Метц-Ранду, который присвоил эти права после кончины крёстной матери Геринга. Герберт Фромм открыл в Бремене компанию по производству презервативов Fromms, которые под брендом Mapa производятся до настоящего времени.